# Ганско-чилийские отношения
Ганско-чилийские отношения — двусторонние дипломатические отношения Ганы и Чили.

## История
Отношения между двумя странами были установлены 6 октября 1961 года, когда министры иностранных дел обеих стран встретились в штаб-квартире Организации Объединённых Наций в Нью-Йорке и подписали дипломатическое соглашение.
В августе 2013 года Чили назначила Рикардо Алена первым послом в Гане. Чилийское дипломатическое представительство функционирует в помещениях посольства Колумбии в Гане в соответствии с соглашением о совместном представительстве за рубежом, подписанным в рамках Тихоокеанского альянса.

## Официальные визиты
В июле 2012 года заместитель министра иностранных дел Чили Фернандо Шмидт посетил Аккру, где объявил об открытии в Гане посольства Чили. С коллегами из Ганы он обсудил возможные области сотрудничества, включая торговлю, инвестиции, добычу полезных ископаемых и углеводороды.
В феврале 2014 года министр иностранных дел и региональной интеграции Ганы Ханна Тетте посетила Чили с официальным визитом. После встречи со своим чилийским коллегой Альфредо Морено Шарме они попытались укрепить политические, экономические и культурные связи между двумя странами и стимулировать сотрудничество. Кроме того, в ходе этого визита был подписан меморандум о сотрудничестве в отношении создания механизма политических консультаций между двумя странами.

## Дипломатические миссии
- Гана не имеет посольства в Чили, его функции выполняет посольство в Бразилии.
- Чили имеет посольство в Аккре[6].